# Transpiracja przetchlinkowa
Transpiracja przetchlinkowa – transpiracja przez przetchlinki występująca u roślin pokrytych korkiem.  Różni się ona od transpiracji szparkowej, tym, że przetchlinki nie zmieniają (jak szparki) swojej szerokości, co uniemożliwia regulację intensywności tego rodzaju transpiracji.